# Scafa
Scafa è un comune italiano di 3 438 abitanti della provincia di Pescara in Abruzzo.

## Storia
Il comune, in passato piccolo agglomerato di case di operai, iniziò a popolarsi dalla metà dell'800, quando fu costruita la stazione ferroviaria della tratta Roma-Sulmona-Pescara, ed era frazione di San Valentino in Abruzzo Citeriore. Il comune fu istituito nel 1948, in seguito all'accresciuta presenza industriale della Val Pescara; vi nacque il poeta dialettale Giuseppe Tontodonati, che la descrisse in un suo poemetto nel 1976.
Nel 1970 a Scafa fu inaugurato il secondo principale cementificio della Val Pescara, le cui attività sono cessate nel 2016. Nell'era del miracolo economico italiano, grazie allo sviluppo che coinvolse la zona, Scafa moltiplicò il numero di residenti.

## Monumenti e luoghi d'interesse

### Architetture religiose
Chiesa della Madonna del Carmine
Fu costruita completamente nel 1948 circa a navata unica, lungo via I Maggio, accanto ai giardini pubblici Tontodonati, dato che la storica  chiesa  di Santa Maria Goretti non bastava più a contenere i parrocchiani. L'impianto è in cemento e pietra, per la facciata. La chiesa ha la facciata decorata in pietra, da un portale strombato falso romanico e da un rosone, il timpano superiore ha ornamento a Mosaico con in vista la Madonna del Carmine tra Santi adoranti. Il campanile è a torre, con cuspide finale; l'interno è a navata unica, con arconi portanti che passano da contrafforti da un lato all'altro, fino all'arco trionfale dell'altare, in marmo policromo, col tabernacolo che ospita la statua.
Chiesa di Santa Maria Goretti
In via Celestino V, è del tardo Ottocento, ma la facciata è stata rifatta in stile pseudo romanico dopo il terremoto di Avezzano del 1915, con rosone a raggiera e portale ad arco a tutto sesto. La chiesa è la più antica di Scafa, ha impianto rettangolare e campanile a torre. Viene spesso ricordata anche nelle poesie di Tontodonati.

### Architetture civili

#### Mulino Farnese
Costruito nel '700, alle sorgenti 
del Lavino per dare lavoro alla popolazione, si tratta di una grande masseria con mulino ad acqua. Oggi fa parte del parco naturale comunale ed è stato restaurato.

### Natura
- Oasi del Lago di Alanno - Piano d'Orta
- Parco Lavino (Parco con sorgenti del fiume Lavino)
- Fiume Pescara

## Società

### Evoluzione demografica
Abitanti censiti

### Lingue e dialetti
Le originarie parlate di Scafa e San Valentino in Abruzzo Citeriore, se si considerano nella loro varietà dialettale più stretta ed originaria, appartengono all'abruzzese orientale adriatico, a sua volta inserita nel vasto sistema dialettale centro-meridionale, che si estende dall'Umbria e dalle Marche centrali fino alla Sicilia. L'attuale vernacolo del territorio scafese è però quello della koinè dell'area metropolitana pescarese-chietina, che si è sviluppata nella seconda metà del secolo scorso a seguito del boom demografico che ha interessato Pescara, la costa ed il suo entroterra, e che è a fondamento sia dell'attuale registro intermedio dell'italiano regionale sia del registro dialettale regionale abruzzese adriatico propriamente detto. Scafa si ricollega in particolare alle parlate dell’area chietina, avendo fatto parte della provincia di Chieti fino al 1927: netta risulta infatti, alle orecchie degli stessi scafesi, la differenza con il dialetto della vicina Alanno, la quale, essendo situata al di là del fiume Pescara, apparteneva un tempo alla provincia di Teramo, e dunque presenta una pronuncia più aperta delle vocali. Poeta dialettale molto noto di Scafa fu Giuseppe Tontodonati.

## Infrastrutture e trasporti

### Ferrovie
Nel comune di Scafa ha sede la Stazione di Scafa-San Valentino-Caramanico Terme, ubicata lungo la Ferrovia Roma-Sulmona-Pescara.

## Sport

### Calcio
Nel territorio sono presenti due società calcistiche; L'ASD Real Scafa società di puro settore giovanile e l'ASD Scafa, società attualmente militante nel campionato di Terza Categoria girone di Pescara.
Entrambe le squadra disputano le partite casalinghe presso il campo sportivo comunale "Ciamponi-Raciti". Il campo dal 2010 ha il manto in erba sintetica di ultima generazione.